# Forget and Not Slow Down
Forget and Not Slow Down è il sesto album in studio del gruppo musicale christian rock statunitense Relient K, pubblicato nel 2009.

## Tracce
1. (traccia nascosta in pregap)
2. Forget and Not Slow Down (featuring Tim Skipper) – 3:22
3. I Don't Need a Soul – 3:51
4. Candlelight – 3:21
5. Flare (Outro) – 1:00
6. Part of It – 3:20
7. (Outro) – 1:35
8. Therapy (featuring Brian McSweeney) – 3:43
9. Over It – 3:54
10. Sahara (featuring Tim Skipper & Matt MacDonald) – 3:49
11. Oasis (Intro) – 0:41
12. Savannah – 4:17
13. Baby (Outro) – 0:46
14. If You Believe Me (featuring Matt MacDonald) – 3:20
15. This Is the End – 2:17
16. (If You Want It) – 3:18

## Formazione
- Matt Thiessen – voce, chitarra, piano, trombone, organo, campane
- Matt Hoopes – chitarra, cori, omnichord
- John Warne – basso, cori
- Jon Schneck – chitarra
- Ethan Luck – batteria, percussioni, chitarra
- Mark Lee Townsend – chitarra, mandolino, produzione